# Go-Sai
Go-Sai (jap. 後西天皇, Go-Sai-tennō; * 1. Januar 1638; † 26. März 1685) war der 111. Tennō (Kaiser) von Japan und der 8. Sohn des Go-Mizunoo-tennō. Er folgte seinem Bruder Tennō Go-Kōmyō. Seine Herrschaft begann am 5. Januar 1655 und endete nach etwa 8 Jahren am 5. März 1663 wieder. Ihm folgte sein Bruder Reigen als Tennō.
Die eigentliche Macht lag jedoch bei den Tokugawa-Shōgunen.
Go-Sai hatte mindestens 27 Kinder mit mehreren Frauen.